# Яцине-Окарі
Я́цине-О́карі — село в Україні, у Зіньківській міській громаді Полтавського району Полтавської області. Населення становить 33 осіб. До 2020 орган місцевого самоврядування — Кирило-Ганнівська сільська рада.

## Географія
Село Яцине-Окарі знаходиться на одному з витоків річки Мужева Долина, вище за течією на відстані 0,5 км розташовані села Романи та Макухи, нижче за течією на відстані 1 км розташоване село Дамаска.

## Населення

### Мова
Розподіл населення за рідною мовою за даними перепису 2001 року:
| Мова       | Кількість | Відсоток |
| ---------- | --------- | -------- |
| українська | 32        | 96.97%   |
| російська  | 1         | 3.03%    |
| Усього     | 33        | 100%     |

## Історія
Жертвами голодомору 1932—1933 років стало 15 осіб.
12 червня 2020 року, відповідно до розпорядження Кабінету Міністрів України № 721-р «Про визначення адміністративних центрів та затвердження територій територіальних громад Полтавської області», село увійшло до складу Зіньківської міської громади.
19 липня 2020 року, в результаті адміністративно - територіальної реформи та ліквідації Зіньківського району, село увійшло до складу новоутвореного Полтавського району Полтавської області.